# دواس
تنفيذيّ تطبيقات أوبن‌بي‌إس‌دي الثانوي المخصَّص (بالإنجليزية: dedicated openbsd application subexecutor)‏، واختصارًا دواس (بالإنجليزية: doas)‏ هو برنامج لتنفيذ الأوامر باستخدام مستخدم آخر. يمكن لمدير النظام إعطاء الصلاحية لمستخدمين معينين كي يستخدموا هذا الأمر. البرمجية حرة مفتوحة المصدر ومتوفرة تحت رخصة آي إس سي. يمكن استخدام الأمر على أنظمة يونكس وشبيهة يونكس.
تم تطوير دواس من قبل تِد أوانغست كبديل آمن لسودو على أنظمة أوبن‌بي‌إس‌دي. واجه تِد صعوبات أثناء ضبط سودو مما دفعه لتطوير دواس. تم إصدار دواس مع أوبن‌بي‌إس‌دي 5.8 في أكتوبر 2015 كبديل لسودو، لكن أوبن‌بي‌إس‌دي ما زال يضمن سودو كحزمة في مستودعه.

## التخصيص
يمكن ضبط دواس من خلال ملف /etc/doas.conf.

### أمثلة
يسمح للمستخدم user1 بتشغيل الأمر procmap كحساب جذر دون طلب كلمة السر:
permit nopass user1 as root cmd /usr/sbin/procmap
يسمح لأعضاء مجموعة wheel (العجلة) بتشغيل أي أمر كحساب جذر:
permit :wheel as root
طريقة أبسط للقيام بنفس الشيء المذكور أعلاه في حال كان الحساب الافتراضي جذرًا:
permit :wheel
نفس الشيء أعلاه مع تذكر كلمة السر التي أدخلها المستخدم لخمس دقائق:
permit persist :wheel

## الإصدارات
يوجد إصدارة مخصصة لأنظمة توزيعات برمجيات بيركلي من تطوير جيسي سميث، وهي متوفرة في مستودعات دراغون فلاي بي إس دي، وفري بي إس دي، ونت بي إس دي. وبحسب ادعاء المطور فهي تعمل على نظامي إلوموس وماك أو إس أيضًا.
كما يوجد هناك إصدارة للينكس تدعى أوبن‌دواس (بالإنجليزية: OpenDoas)‏، وهي متوفرة على مستودعات العديد من التوزيعات.

## أنظر أيضًا
- سودو